# Assassinat de Nuno Ribeiro
Nuno Miguel Ribeiro de Araujo, un jove portuguès obertament homosexual de 17 anys fou assassinat a cops per dos joves espanyols de 20 i 22 anys, Sergi Ruiz Lázaro i Domingo López Acedo, en un carreró d'Escaldes-Engordany, Andorra, la matinada del 14 d’abril del 2000. Aquest crim tingué una repercussió mediàtica al país per la brutal violència que van exercir i per la motivació homòfoba del crim.
Els dos agressors foren condemnats a cinc i setze anys ferms respectivament pel Tribunal de Corts. El 24 d’octubre de 2001, la sala penal del Tribunal Superior va confirmar la condemna. El maig de 2002, el Tribunal Constitucional va tombar parcialment la condemna al no apreuar que atemptés contra la dignitat de la persona perquè, en aquell moment, l'homofòbia no estava pas penalitzada. Per tant, la condemna de Sergi Ruiz i Domingo López es va rebaixar un any, sent condemnats només per homicidi.
Aquest assassinat va motivar la creació de l’associació Som com Som per iniciar la lluita pels drets del col·lectiu LGBT al país.